# Mirza Alibegović
Mirza Alibegović (Corvallis, 25 settembre 1992) è un cestista italiano con cittadinanza statunitense, che gioca come guardia o ala nella APU Udine, di cui è capitano.

## Biografia
Figlio di Teoman Alibegović e fratello maggiore di Amar e Denis, a loro volta cestisti.

## Carriera
Nella stagione 2011-12 ha militato nella Serie A italiana con la Scavolini Pesaro.
Nella compagine Pesarese trova però poco spazio comparendo in solo 5 occasioni.
All'inizio della stagione sportiva 2012-13 viene ingaggiato dal Pistoia dove inizia ad acquisire sempre più spazio nel minutaggio di coach Moretti, ma viene tagliato ad inizio 2013 a causa di prestazioni deludenti e ad una lite con la dirigenza. Il 26 febbraio si accorda con il New Basket Brindisi, militante nella massima serie italiana, dove però troverà poco spazio.
Il 10 settembre 2013 firma per la Pallacanestro Mantovana in DNA Silver.
Nel settembre 2014 viene ingaggiato dal Basket Brescia Leonessa. Dove il 24 giugno 2016 conquista la promozione in Serie A con Brescia.
Il 6 luglio seguente viene annunciato il suo ingaggio nell'Auxilium Torino. L'11 agosto 2017 viene ingaggiato dall'Orlandina Basket. Il 21 febbraio 2018 rescinde il suo contratto con la società siciliana per trasferirsi al Derthona Basket società di Legadue dove firma un contratto valido fino al giugno 2020. Il 4 luglio 2019 fa ritorno dopo due anni nel capoluogo piemontese, firmando per il Basket Torino in Serie A2. Nell'agosto successivo, viene nominato dalla società gialloblù nuovo capitano della squadra. Lascia la società piemontese dopo tre stagioni, firmando il 9 luglio 2022 un contratto biennale, con la Vanoli Cremona. L'11 luglio 2023, fa ritorno dopo tredici anni, all'APU Udine, di cui il 30 agosto 2024, diventa ufficialmente, il nuovo capitano della società friulana.

## Palmarès
- Campionato italiano dilettanti: 3

Basket Brescia Leonessa: 2015-16
Vanoli Cremona: 2022-2023
Amici Pall. Udinese: 2024-25
- Coppa Italia LNP: 2

Derthona Basket: 2018
Vanoli Cremona: 2023
- Supercoppa LNP: 1

Vanoli Cremona: 2022